# Overwatch
Overwatch är ett lagbaserat taktiskt flerspelarspel i genren förstapersonsskjutare utvecklat och utgivet av Blizzard Entertainment. Det släpptes den 24 maj 2016 till Microsoft Windows, Playstation 4 och Xbox One. 15 oktober 2019 släpptes spelet till Nintendo Switch.
I Overwatch fördelas spelarna på två lag om sex personer i varje match. Under varje match väljer spelarna någon av de 36 fördefinierade hjältekaraktärerna med unika rörelser, attribut och färdigheter som finns i spelet. Dessa hjältar är indelade i tre klasser: Damage, Support och Tank. Karaktärer i klassen damage har som uppgift att göra skada mot motståndarna med hjälp av olika vapen och färdigheter, supportklassen har i uppgift att läka den skada som motståndaren har orsakat bland lagkamraterna och tankklassens uppgift är att ta kontroll över ytor och starta så kallade teamfights (bokstavligen: lagkrig) där bägge lagen slåss och bara ett av lagen kan vinna. Matchens mål beror på vilket av de fem spellägena escort, assault, assault and escort, push eller control som spelas.
Blizzard lade till ett tävlingsläge inom en månad efter spelets lansering som heter Competitive play. Blizzard tillkännagav att samtliga Overwatch-uppdateringar kommer att vara gratis, med den enda extra kostnaden för spelare i form av frivilliga mikrotransaktioner för att tjäna ytterligare kosmetiska belöningar. Kosmetiska belöningar är till exempel skins som ändrar hjältekaraktärernas utseende och segerposer. Dessa belöningar ändrar inte spelet utan är enbart för syns skull.
Overwatch är Blizzards fjärde stora franchise, och skapades efter att det ambitiösa MMORPG-spelet Titan år 2014 avbröts. En del av arbetslaget från Titan kom då på konceptet till Overwatch som influeras av framgångarna för förstapersonsskutarspelet Team Fortress 2 och den växande populariteten i genren multiplayer online battle arena (MOBA), och skapade ett hjältebaserat skjutspel som lägger stor vikt vid samarbete. Vissa delar av Overwatch återanvänder delar av Titan-projektet.
I mitten av maj 2018 nådde Overwatch 40 miljoner spelare.

## Handling
Berättelsen utspelar sig på jorden och på månen efter en global kris, och som en del av berättelsen syftade utvecklarna till att skapa en varierad skara hjältar av olika kön och etniska grupper.

## Presentation, mottagande och utveckling
Overwatch presenterades på Blizzcon 2014 i ett fullt spelbart läge, och var under en stängd beta från slutet av 2015 till början av 2016. En öppen beta i maj 2016 drog in mer än 9,7 miljoner spelare.  Lanseringen av spelet främjades med korta animerade filmer för att introducera spelets berättelse och varje karaktär. Overwatch fick ett starkt positivt mottagande av recensenter, vilka berömde spelets tillgänglighet och underhållande spelupplägg. Spelet har utvecklats till att bli en e-sport.

## Karaktärer

### Tank-hjältar
- D.va — D.va, vars riktiga namn är Hana Song, är en sydkoreansk mecha pilot och före detta professionell datorspelare från Busan. Hon styr en så kallad mecha som är beväpnad med dubbla Fusion Cannons, ett vapen som liknar hagelgevär men som inte kräver någon ammunition. Hennes mecha har även Micro-Missiles, vilka liknar hennes Fusion Cannons med skillnaden att de är projektiler och gör skada även om de endast träffar i närheten av en fiende, Defense Matrix, vilket kan absorbera oändliga mängder fientlig eld samt även Boosters som sänder henne flygande upp i luften under en kortare tid. Hennes ultimata förmåga (en: Ultimate Ability) Self-Destruct gör hennes mecha till en bomb. Om D.vas mecha blir förstörd kommer hon att kastas ur och fortsätta till fots, endast beväpnad med ett Light Gun, tills hon kan åkalla en ny mecha. D.vas engelska röstskådespelare är Charlet Chung.[32][33][34]

- Orisa — Orisa är en robot vars mål är att beskydda Numbani. Hon är byggd av en elvaårig flicka vid namn Efi som fungerar som hennes vägledare. Orisas vapen är en Fusion Driver, vilken skjuter projektiler. Hon kan även sätta upp en barriär som skyddar hennes lagkamrater. Orisa kan använda förmågan Fortify för att bli immun mot så kallad CC (en: Crowd Control), CC innebär att en spelare hindrar en annan spelare från att ha full kontroll över sin spelkaraktär. Hennes Fortify reducerar även skadan hon tar från fientlig eld. Utöver dessa förmågor kan hon även skicka ut en boll av gravitation som drar in fiender mot sig. Hennes ultimata förmåga (en: Ultimate Ability) är en Supercharger som förhöjer skadan som hennes lagkamrater gör mot fiender.
Michael Chu, ledarskribent för Overwatch, säger att de ville ha en till Tank som ankrade fast laget ungefär som Reinhardt fast att det var svårt på grund av att Orisa har fyra ben, har horn och är en robot. De försökte göra hennes personlighet till något mellan Robocop och GlaDOS.[35] Orisas engelska röstskådespelare är Cherrelle Skeete.[36][37]
- Ramattra — Ramattras engelska röstskådespelare är Ramon Tikaram [38]

- Reinhardt — Reinhardt Wilhelm är en av originalmedlemmarna i Overwatchs Strike Team främst på grund av sitt enorma mod och sinne för rättvisa. Reinhardt kommer ursprungligen från Stuttgart och var från början en högt uppsatt soldat i det tyska Bundeswehr. I femtioårsåldern tvingades dock Reinhardt att gå i pension.
Reinhardts främsta vapen är hans Rocket Hammer som är en gigantisk hammare som han svingar omkring sig för att göra stor skada mot sina fiender. Utöver sin hammare har Reinhardt även en barriär till för att skydda hans lagkamrater, en så kallad Fire Strike som slungar ut en eldflamma och en förmåga att skjuta sig framåt och krossa fiender som står i vägen. Hans ultimata förmåga (en: Ultimate Ability) är Earthshatter då han smäller sin hammare i marken och alla fiender framför honom slängs i marken i ett par sekunder. Reinhardts engelska röstskådespelare är Darin De Paul.[32]
- Roadhog — Roadhog, vars riktiga namn är Mako Rutledge, är en australiensisk bodyguard och före detta medlem i gruppen Junker. Hans kompanjon är Junkrat. Roadhogs engelska röstskådespelare är Josh Petersdorf.[39][40]
- Winston — Winstons engelska röstskådespelare är Crispin Freeman.[32][34]
- Wrecking Ball — Wrecking Balls hamsterljud är framförda av Dee Bradley Baker och Jonathan Lipow är röstskådespelare för den engelska översättningen av hamsterljuden.[41]
- Zarya — Zaryas engelska röstskådespelare är Dolya Gavanski.[34]

### Support-hjältar
- Ana — Anas engelska röstskådespelare är Aysha Selim.[34]
- Baptiste — Jean-Baptiste Augustin, eller bara Baptiste är en militärläkare och före detta medlem i gruppen Talon. Baptistes engelska röstskådespelare är Benz Antoine.[42]
- Brigitte — Brigitte Lindholm är en svensk ingenjör från Göteborg och dotter till Torbjörn Lindholm. Brigittes engelska röstskådespelare är Matilda Smedius.[43]
- Lúcio — Lúcios engelska röstskådespelare är Jonny Cruz.[34]
- Mercy — Mercys engelska röstskådespelare är Lucie Pohl.[34]
- Moira — Moiras engelska röstskådespelare är Genevieve O'Reilly.[44][45]
- Zenyatta — Zenyatta är en robotmunk från Nepal. Eftersom han är en munk lägger han all sin tid på att försöka nå nirvana och filosofera. Främst kring vad livet är vad medvetande innebär för robotar. Zenyatta är utrustad med svävande klot som han skjuter iväg med sina händer. Zenyattas engelska röstskådespelare är Feodor Chin.[32][34]

### Damage-hjältar
- Ashe — Elizabeth Caledonia "Calmity" Ashe, ofta bara Ashe, är den trettionioåriga ledaren för the Deadlock Gang. Hennes främsta vapen är hennes gevär som kallas the Viper. Hon har även ett så kallat Coach Gun, vilket är ett dubbelpipigt hagelgevär som hon använder för att knuffa iväg motståndare. Utöver sina gevär har Ashe också dynamit som hon kastar mot sina motståndare. Hennes ultimata förmåga (en: Ultimate Ability) är B.O.B då butlern Bob skickas ut och skjuter motståndare automatiskt. Ashes engelska röstskådespelare är Jennifer Hale.[46]
- Bastion — Bastion är en omnicrobot vars fullständiga namn är SST Laboratories Siege Automaton E54. Bastions engelska röstskådespelare är Chris Metzen.
- Cassidy — Cassidys engelska röstskådespelare är Matthew Mercer.[32]
- Doomfist — Doomfist är egentligen namnet på cyberhandsken som just nu bärs av Akande Ogundimu från Nigeria. Han är medlem i gruppen Talon. Doomfists engelska röstskådespelare är Sahr Ngaujah.[47]
- Echo — Echos engelska röstskådespelare är Jeannie Bolet.[48]
- Genji — Genji Shimada, oftast bara Genji är en japansk ninja. Han är lillebror till Hanzo. Genjis engelska röstskådespelare är Gaku Space.[32]
- Hanzo — Hanzo Shimada, oftast bara Hanzo är en japansk lönnmördare. Han är storebror till Genji. Hanzos engelska röstskådespelare är Paul Nakachi.[34]
- Junkrat — Junkrat, vars riktiga namn är Jamison Fawkes, är en australiensisk explosionsfantast, anarkist och före detta del av gruppen Junkers. Hans kompanjon är Roadhog. Junkrats engelska röstskådespelare är Chris Parson.[34]
- Mei — Meis engelska röstskådespelare är Zhang Yu.[32]
- Pharah — Pharahs engelska röstskådespelare är Jen Cohn.[34]
- Reaper — Reapers engelska röstskådespelare är Keith Ferguson.[32]
- Soldier: 76 — Soldier: 76s engelska röstskådespelare är Fred Tatasciore.[32]
- Sombra — Olivia Colmar, mer känd som Sombra, är en mexikansk kvinna från den fiktiva staden Dorado som sedan hon var liten har haft ett stort intresse för att bryta sig in i olika cybersäkerhetssystem. Hon är en medlem i gruppen Talon. Sombras engelska röstskådespelare är Carolina Ravassa.[32][37]
- Symmetra — Symmetras engelska röstskådespelare är Anjali Bhimani.[32][34]
- Torbjörn — Torbjörn, vars hela namn är Torbjörn Lindholm är en svensk ingenjör och vapendesigner från Göteborg. Han är far till Brigitte Lindholm. Till utseendet är han dvärgliknande och han har ett stort skägg. Torbjörns engelska röstskådespelare är Keith Silverstein.[32]
- Tracer — Tracers engelska röstskådespelare är Cara Theobold.[32]
- Widowmaker — Widowmakers engelska röstskådespelare är Chloe Hollings.[34]